# 玉田南站
玉田南站曾用名鸦鸿桥站，位于中国河北省唐山市玉田县窝洛沽镇，是京唐城际铁路的一个车站。车站规模为2台4线。